# 노르딕-발틱 에이트

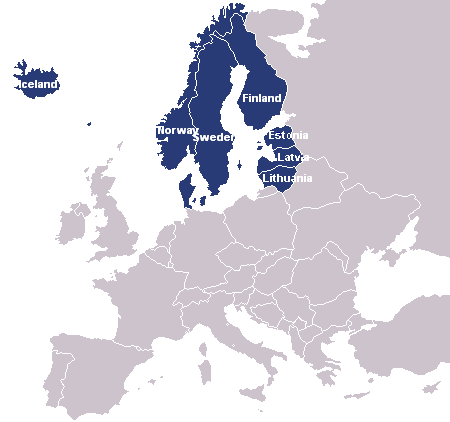
노르딕-발틱 에이트 회원국

노르딕-발틱 에이트(영어: Nordic-Baltic Eight, NB8)는 노르딕 국가 5개국(덴마크, 핀란드, 아이슬란드, 노르웨이, 스웨덴)과 발트 3국(에스토니아, 라트비아, 리투아니아) 간의 지역 협력체이다.
1989년경에 북유럽 이사회 소속 의원들이 처음으로 발트 3국 출신 의원들과의 회동을 가졌으며 1991년에 북유럽 이사회와 발트 의회 간의 공식적인 협력 관계가 수립되었다. 1992년에 북유럽 이사회와 발트 의회 간의 협력 협정이 체결되면서 노르딕-발틱 에이트가 출범했다.

## 회원국
- 덴마크
- 에스토니아
- 핀란드
- 아이슬란드
- 라트비아
- 리투아니아
- 노르웨이
- 스웨덴

## 같이 보기
- 북유럽 이사회
- 발트 의회
- 발트해 국가 이사회